# 육대주
육대주는 지구상에 있는 6개 대륙을 뜻한다.

## 대륙
- 아시아
- 오세아니아
- 아프리카
- 유럽
- 남아메리카
- 북아메리카

## 같이 보기
- 오대양